# Âm tiết
Âm tiết, còn gọi là chữ, tiếng, là một đơn vị cấu tạo nên một sự phối hợp trong tiếng nói. Ví dụ, từ Latinh được kết hợp từ hai âm tiết: la và tinh. Một âm tiết điển hình được cấu tạo từ một nhân âm tiết (thông thường nhất là một nguyên âm) và giới hạn trước và sau không bắt buộc (điển hình là các phụ âm).
Một từ gồm một âm tiết (như nước trong tiếng Việt) được gọi là đơn âm tiết (những từ như vậy được gọi là từ đơn âm tiết), trong khi những từ gồm hai âm tiết trở lên (ví dụ tivi) được gọi là đa âm tiết (từ như vậy được gọi là từ đa âm tiết).